# Henson Moore
William Henson Moore III (Lake Charles, 4 ottobre 1939) è un politico statunitense, membro della Camera dei Rappresentanti per lo stato della Louisiana dal 1975 al 1987 e successivamente collaboratore dell'amministrazione di George H. W. Bush.

## Biografia

### Primi anni e formazione

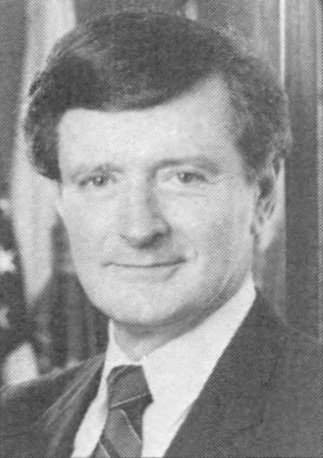
Henson Moore nel 1991

Nato a Lake Charles, figlio di un petroliere, Moore si laureò in giurisprudenza presso l'Università statale della Louisiana, specializzandosi in diritto costituzionale. Dopo aver ottenuto l'abilitazione come avvocato, entrò in uno studio legale del quale divenne successivamente socio. Prestò servizio militare nell'esercito.

### Carriera politica
Inizialmente sostenitore del Partito Democratico, cambiò la sua affiliazione passando al Partito Repubblicano dopo aver sostenuto la candidatura di Richard Nixon alle elezioni presidenziali del 1968.
Nel 1974, Henson Moore si candidò alla Camera dei Rappresentanti per il seggio occupato dal democratico John Rarick. Quest'ultimo, un democratico segregazionista in contrasto con la leadership del suo partito, venne sconfitto nelle primarie dal giovane giornalista sportivo Jeff LaCaze, un liberale. Moore e LaCaze si affrontarono quindi nelle elezioni generali, che si rivelarono estremamente combattute: al termine dello spoglio delle schede, Moore risultò in testa su LaCaze per appena 44 voti (60,969 a 60,925) e, poiché una macchina per il voto non funzionava correttamente, i tribunali ordinarono di svolgere una nuova elezione nel mese di gennaio del 1975. Questa volta, Moore si affermò in maniera decisiva, raccogliendo 74.802 voti (54,1%) contro i 63.366 voti di LaCaze (45,9%) e venne così eletto deputato.
Negli anni successivi, fu riconfermato dagli elettori per altri cinque mandati consecutivi. Durante la sua permanenza al Congresso, Henson Moore mantenne uno standard di voto conservatore. 
Nel 1986, annunciò il suo ritiro dalla Camera per candidarsi al Senato, dopo l'annuncio del pensionamento del senatore democratico di lungo corso Russell B. Long. Il repubblicano George J. Despot di Shreveport dichiarò che quella di Moore era la "più forte possibilità" del suo partito di occupare il seggio di Long e anche i notisti politici lo considerarono come favorito.
L'ex deputato ed ex governatore della Louisiana Dave Treen, considerato uno dei possibili candidati per il seggio, manifestò il proprio appoggio alla candidatura di Moore, sottolineando che all'epoca tutti gli stati del Golfo del Messico avevano almeno un senatore repubblicano, tranne la Louisiana. In campagna elettorale Moore sostenne che la Louisiana aveva bisogno di "una nuova immagine" e dichiarò "Dovremo usare i nostri leader aziendali e commerciali per cambiare le cose. Non dipendete dai politici". Propose inoltre di destinare i proventi offshore ad un fondo fiduciario per sostenere l'istruzione e chiese la protezione delle imprese americane dalle pratiche sleali del commercio estero. In campagna, sfruttò la perdita di popolarità del governatore democratico Edwin Edwards, coinvolto in uno scandalo.
Nelle primarie apartitiche, Moore si piazzò al primo posto davanti al collega deputato John Breaux, con 529.433 voti (44,2 per cento) contro 447.328 (37,3 per cento). I due candidati ebbero accesso al ballottaggio, che venne vinto da Breaux con un margine di quasi ottantamila voti. Breaux mantenne quel seggio al Senato per i successivi diciotto anni.

### Dopo il Congresso
Dopo aver lasciato l'incarico parlamentare, Henson Moore venne nominato dal Presidente Ronald Reagan per il ruolo di commissario del comitato consultivo del canale di Panama (1987-1989). Nell'aprile del 1989, entrò a far parte dell'amministrazione di George H. W. Bush come vice segretario dell'energia. Nel 1992, Moore divenne vice capo di gabinetto della Casa Bianca.
In seguito, Henson Moore riprese a svolgere l'attività di avvocato, lavorando per lo studio legale Bracewell & Giuliani. Fu poi presidente e amministratore delegato di un'associazione di categoria dell'industria cartaria.
Moore andò in pensione nel 2007 e si trasferì definitivamente a Baton Rouge con la moglie Carolyn. I Moore, che si conobbero in occasione della seconda inaugurazione del governatore Jimmie Davis, ebbero tre figli.